# Jackie Milburn
John Edward "Jackie" Thompson Milburn (11. maj 1924 - 9. oktober 1988) var en engelsk fodboldspiller (centerforward) og manager.
Milburn tilbragte langt størstedelen af sin aktive karriere hos Newcastle United. Han var med til at vinde hele tre FA Cup-titler med klubben, i henholdsvis 1951, 1952 og 1955.
Milburn spillede desuden 13 kampe og scorede 10 mål for det engelske landshold. Hans første landskamp var et opgør mod Nordirland 9. oktober 1948, hans sidste en kamp mod Danmark 2. oktober 1955.
Milburn var en del af det engelske hold der deltog ved VM i 1950 i Brasilien, landets første VM-deltagelse nogensinde. Turneringen endte med et skuffende exit efter det indledende gruppespil for englænderne, og Milburn spillede én af landets tre kampe.

## Titler
FA Cup
- 1951, 1952 og 1955 med Newcastle United